# Том, Хизер
Хизер Том (англ. Heather Tom; род. 4 ноября 1975, Хинсдейл) — американская актриса, известная благодаря ролям в дневных мыльных операх.

## Карьера
Том родилась в Хинсдейл, штат Иллинойс, но выросла в Чикаго и Сиэтле, куда переехала с матерью и братьями. В десятилетнем возрасте её мать решила сделать из дочери балерину и переехала с ней в Лос-Анджелес, где та в конечном счете начала работать как актриса. В 1989 году она дебютировала в эпизоде ситкома «Кто здесь босс?», а после появилась в нескольких телефильмах.
Том добилась известности по роли Виктории Ньюман в мыльной опере «Молодые и дерзкие». Она дебютировала в шоу в 1991 году, а покинула его в 2003 из-за творческих разногласий с продюсерами и финансовых вопросов. За свою работу она выиграла две Дневных премии «Эмми»: в 1993 и 1999, а также была номинирована в 1994, 1995, 1996, 1997, 1998, 2000 и 2004 годах. В конечном счете ей принадлежит рекорд по количеству номинаций на премию среди актрис до тридцати лет. После она сразу же начала сниматься в другой мыльной опере — «Одна жизнь, чтобы жить», получив ещё две номинации на Дневную премию «Эмми», пока не ушла из него в 2006 году. После она выступала в театах Нью-Йорка и снялась в нескольких независимых фильмах а также была гостем в таких сериалах как «Дурнушка» и «Детектив Монк», а в 2007 году вернулась к работе в мыльных операх, на этот раз в роли Кэти Логан в «Дерзкие и красивые». В 2011, 2012 и 2013 годах она выиграла свою третью, четвертую и пятую «Эмми».

## Личная жизнь
В августе 2011 года Том объявила о своей помолвке с давним партнером Джеймсом Ахором, с которым она находилась в отношениях последние пятнадцать лет. 17 сентября 2011 года они поженились, а в мае 2012 года актриса объявила, что беременна.

## Мыльные оперы
- Молодые и дерзкие (1990—2003)
- Одна жизнь, чтобы жить (2003—2006)
- Все мои дети (2004—2005)
- Дерзкие и красивые (с 2007)